# Ranskill
 (août 2023).
Ranskill est une paroisse civile et un village du Nottinghamshire, en Angleterre.